# Detonation
Cet article concerne le groupe néerlandais. Pour la réaction, voir Détonation.
Detonation est un groupe néerlandais de death metal mélodique, originaire d'Utrecht.

## Historique
Detonation est fondé en 1997 sous le nom de Infernal Dream. Le groupe démarre initialement avec Koen Romeijn au chant et à la guitare, Mike Ferguson à la guitare, et Thomas Kalksma à la batterie. En août 1998, Otto Schimmelpenninck se joint au groupe comme bassiste. Le nom du groupe change pour Detonation en 1998 et se lance pour la première fois en session d'enregistrement avec deux démos pour l'album Crushed Skull Compilation Volume 1. Un mois, Detonation joue sur scène pour la première fois. La compilation Crushed Skull est par la suite commercialisée en janvier 1999 au label Skull Crusher Records. En octobre la même année, le groupe entre une seconde fois en studio pour l'enregistrement d'un mini-CD, Lost Euphoria, composé de quatre chansons. Lost Euphoria est commercialisé en janvier 2000 au label Skull Crusher Records. Après sa sortie, Detonation joue en concert aux côtés du groupe de metal Orphanage.
Après de nombreux concerts, dont un au Open Hell Fest en République tchèque, le groupe enregistre son premier album studio, An Epic Defiance. L'album est enregistré aux Studios Excess et se compose de douze chansons. Le 19 octobre 2002, An Epic Defiance est auto-produit et envoyé aux labels. L'album attire l'attention du label français Osmose Productions et Detonation signe avec le label pour trois albums,. An Epic Defiance est officiellement réédité sous format vinyle le 19 juin 2003. En juillet 2003, Detonation achève avec succès sa tournée internationale en Angleterre. En février 2004, Detonation prend part à une tournée européenne aux côtés de Dimension Zero, Immemorial. En août 2004, le groupe est forcé de recruter un autre batteur pour remplacer Thomas, qui s'est blessé au bras. Fedor Tieleman du groupe M-90’s est alors recruté comme musicien de session. En décembre 2004, Detonation entre une fois encore aux Excess Studios pour son second album, Portals to Uphobia. La sortie est maintes fois reportée jusqu'au 15 septembre 2005. Detonation part ensuite en tournée aux côtés de Decapitated, Gorerotted, et DAM.
Detonation fait paraître son troisième album, Emission Phase, commercialisé en juin 2006. La couverture est faite par Eliran Kantor et la production par Bouke Visser et Jochem Jacobs du label Split Second Sound. Le 17 mars 2008, le groupe annonce son premier changement dans son line-up. Koen Romeijn, ancien chanteur et guitariste rythmique depuis 1997, décide de se concentrer uniquement sur le chant. Le 3 mai 2008, Detonation annonce le départ du batteur Thomas Kalksma à la suite de divergence d'opinions. En novembre 2008, Michiel van der Plicht se joint au groupe comme batteur permanent. À la fin de 2011, le groupe fait paraître en avril 2011 son quatrième album, Reprisal, produit par Harry van Breda. En 2012, le groupe est déclaré en inactivité à durée indéterminée.

## Membres

### Membres actuels
- Koen Romeijn – chant (depuis 1997)
- Mike Ferguson – guitare (depuis 1997)
- Harry van Breda – basse (depuis 2011)
- Allard van der Kuip - batterie (depuis 2011)

### Anciens membres
- Thomas Kalksma – batterie (1997–2008)
- Otto Schimmelpenninck – basse (1998–2011)
- Danny Tunker - guitare (2008–2011)
- Michiel van der Plicht - batterie (2008–2011)

## Discographie

### Albums studio
- 2002 : An Epic Defiance (réédité en 2003)
- 2005 : Portals to Uphobia
- 2006 : Emission Phase
- 2010 : Reprisal

### Autres
- 1999 : Crushed Skull Volume 1 (compilation)
- 2000 : Lost Euphoria (mini CD)
- 2001 : Promo 2001 (CD promo)